# Cades Cove Primitive Baptist Church
La Cades Cove Primitive Baptist Church est une église du comté de Blount, dans le Tennessee, aux États-Unis. Protégé au sein du parc national des Great Smoky Mountains, cet édifice baptiste est une propriété contributrice au district historique de Cades Cove, un district historique inscrit au Registre national des lieux historiques depuis le 13 juillet 1977.